# Augustin Amoussouvi
Augustin Acakpo Amoussouvi est un coureur cycliste béninois, né le 26 novembre 1981. Il est devenu à plusieurs reprises champion du Bénin de cyclisme.

## Biographie
En 2002, Augustin Amoussouvi s'impose sur le Tour du Ghana. Au mois de septembre 2008, il se classe troisième de la dernière étape de la Route de l'Est international, en Côte d'Ivoire.
Aux championnats du Bénin de 2010, il remporte le titre contre-la-montre et termine troisième de la course en ligne. En 2012, il gagne le Grand Prix de Cotonou, une course nationale béninoise. En 2014, il est de nouveau sacré champion du Bénin. 
En 2018, Augustin Amoussouvi se classe troisième du championnat du Bénin au mois de juin. En septembre, il termine 18e et meilleur coureur béninois au Tour de Côte d'Ivoire. 

## Palmarès
- 2002
  - Tour du Ghana
- 2010
  -  Champion du Bénin du contre-la-montre
  - 3e du championnat du Bénin sur route
  - 3e du Grand Prix de l'Indépendance internationale du Bénin
- 2012
  - Grand Prix de Cotonou
- 2014
  -  Champion du Bénin sur route
- 2018
  - 3e du championnat du Bénin sur route

## Classements mondiaux
| Année           | 2019 |
| --------------- | ---- |
| UCI Africa Tour | 131e |